# ゲンナジー・ゴロフキン 対 サウル・アルバレス戦
ゲンナジー・ゴロフキン 対 サウル・アルバレス戦（ゲンナジー・ゴロフキン たい サウル・アルバレスせん）は、2017年9月16日にアメリカ合衆国ネバダ州ラスベガスのT-モバイル・アリーナで開催されたプロボクシングの試合。WBA・WBC・IBF世界ミドル級統一王者のゴロフキンと世界2階級制覇王者のアルバレスが行った世界タイトルマッチ。この試合はHBOによるペイ・パー・ビューで生放送された。この試合は2017年のリングマガジン イベント・オブ・ザ・イヤーに選ばれた。

## 試合成立までの経緯
2015年11月21日、アルバレスがマンダレイ・ベイ・イベント・センターでWBC世界ミドル級正規王者ミゲール・コットとミドル級の規定体重である160ポンド（72.57キロ）ではなく155ポンド（70.3キロ）のキャッチウェイトで対戦し、12回判定勝ちを収め2階級制覇に成功した。
一か月後にWBCはWBC世界ミドル級世界ミドル級暫定王者のゴロフキンとアルバレスに統一戦を行うよう通達し、WBCと両陣営が交渉した結果、WBCは2016年秋頃の統一戦までに互いが1試合選択試合を行うことを承認した。
2016年2月、アルバレスがT-モバイル・アリーナでアミール・カーンとスーパーウェルター級のウェイトを1ポンドオーバーでのキャッチウェイトで防衛戦を行うことを発表した。16日にゴロフキンがメディアの質問に対して言及し、「彼はミドル級のチャンピオンであって、ジュニア・ミドル級のチャンピオンではない。ミドル級は160ポンドだ」とキャッチウェイトで試合を行うアルバレスを牽制し、2016年5月7日にアルバレスがアミール・カーンと対戦することについても「カーンはスピードがあるが、アルバレスとやるには小さすぎる」と批判し、アルバレスと統一戦を行う場合はキャッチウェイトで試合を行うつもりがないことを強調した。
2016年4月23日、ゴロフキンがザ・フォーラムでIBF世界ミドル級3位で指名挑戦者のドミニク・ウェイドと対戦し、2回2分37秒KO勝ちを収めた。試合後にゴロフキンは「5月7日、誰が勝とうが関係ない。カネロよ、私と対戦したくなければ私にベルトを預けよ」とアルバレスを挑発した。
2016年5月7日、アルバレスがT-モバイル・アリーナでアミール・カーンとミドル級の規定体重である160ポンド（72.57キロ）ではなく155ポンド（70.3キロ）のキャッチウェイトで対戦し、6回2分37秒KO勝ちを収めた。 
試合後、リングサイドで観戦していたゴロフキンをリングに上げ、「自分がリングに上がれと言ったんだ。絶対にゴロフキンを倒して見せる。今からグローブをつけてもいい」とアピール、さらに試合後の会見中には、これまでアルバレスが155ポンドのキャッチウエイトでの試合を要求していたため難航していたとされる体重問題についても「私はゴロフキンと戦う。ウェイトは何ら問題ない。私は彼と160ポンドで戦う」と断言してゴロフキンとの統一戦を強く希望した。WBCは試合後に、ゴロフキン・アルバレス両陣営に15日間の交渉期間を設定(5月22日まで)し、交渉がまとまらなければ24日に入札を行うと通達した。これについてゴールデンボーイ・プロモーションズのオスカー・デ・ラ・ホーヤは「トム・ローファーと話し合いを続けている。何らかの結論を見出すことになる。カネロは9月に試合をする」と発言。「ではゴロフキン戦は実現するのか」と念を押されると、「カネロはレジェンドになることを望んでいる。リスクを冒すことを望んでいる」と語るにとどめた。
2016年5月18日、アルバレスがWBC世界ミドル級王座を返上し、WBCは暫定王座だったゴロフキンを正規王座に認定した。アルバレスは「WBCにはタイトルの返上を申し出た。ゴロフキンを倒すつもりだが、設けられた期限にリングへ上がることを強制されたくはない。この音を立てている時計を脇にどけたことで、両陣営が試合の交渉を行い、ゴロフキンと私ができる限り早くリングに上がれることを期待している」と声明を発表。プロモーターのデ・ラ・ホーヤは「WBCから指示された期限内での交渉を強制されたくない。これでWBCのベルトは交渉の場から外れた。ゴロフキンと彼のプロモーターであるK2プロモーションが誠意を持って交渉の場に就き、この契約が結ばれることを願っている」と話し、K2プロモーションズのトム・ローファーは「対戦は100%実現すると信じている」と話した。また対戦希望について、デ・ラ・ホーヤが2017年5月まで先延ばしをしたがっている情報があるのに対し、ローファーは年内の9月が第1希望としながら「時間はたっぷりある。両者の対戦が次になるにしても、来年になるにしても、私は楽観的だ」と話した。
2016年6月23日、デ・ラ・ホーヤがツイッターで「アルバレスとゴロフキンのビッグファイトを来年秋に行うことで合意に至った」とメッセージを発信した。しかし、ローファーは「拘束力のある契約を結べたら良いのだけれど、まだ、我々はそうした契約を交わしていない」と正式決定ではないことを強調し、「互いに試合を積んで、来年秋の対戦を目指したいが、契約が完了したと言うのは間違った表現だ」と契約は完了していないものの今後も交渉を続ける考えであると明かした。両陣営は翌年9月に対戦することで基本合意に達したと伝えた米国のヤフースポーツは、試合まで15ヶ月の期間が開けられたことで、ミドル級のリミットである160ポンド（72.57キロ）でまだ1試合も戦ったことの無いアルバレスは、体をミドル級の選手へと作り上げる時間が与えられた一方で、ゴロフキンは一年以上かけて自分の名前を売ることはできるかもしれないが、34歳のゴロフキンは時間が経てば経つほど、力が衰えることも考えられると懸念を示した。
2017年3月14日、ゴロフキンが5月6日にサウル・アルバレスがフリオ・セサール・チャベス・ジュニアと対戦することについて、メディアにコメントした。その中でゴロフキンは「ボクシングの階級には154ポンド（69.85㎏）のスーパーウェルター級、160ポンド（72.57㎏）のミドル級、168ポンド（76.20㎏）のスーパーミドル級がある。164.5ポンド（74.38㎏）での試合はボクシングにとって良くないね。王者であれば、ちゃんと自分の階級で戦うものだ。164.5ポンドとは一体何だろう。新しい階級でもできたのかい」とキャッチウェイトでの試合を行うアルバレスを批判した。
2017年3月18日、ゴロフキンがマディソン・スクエア・ガーデンでWBA世界ミドル級正規王者ダニエル・ジェイコブスと対戦し、12回判定勝ちを収めた。
試合後にゴロフキン陣営は、6月にWBO世界ミドル級王者ビリー・ジョー・ソーンダースとの4団体統一戦、9月に2階級制覇王者サウル・アルバレスとの対戦を計画していることを明らかにしたが、WBOにゴロフキン・ソーンダース両陣営から統一戦のリクエストが届いていないことや、ゴロフキンのトレーナーであるアベル・サンチェスは、ゴロフキンにはジェイコブス戦の疲労の影響で6月の試合に向けた準備に入れるような状態にはないことを示したため、陣営は6月に開催を目指していたソーンダースとの4団体統一戦を見送り、サウル・アルバレスとの試合実現に集中する見込みとなった。
2017年5月6日、アルバレスがT-モバイル・アリーナで元WBC世界ミドル級王者フリオ・セサール・チャベス・ジュニアと対戦し、12回判定勝ちを収めた。試合ではWBCがこの試合のために作成したシンコ・デ・マヨ王座がかけられる予定だったが、2016年5月にWBC世界ミドル級王座を返上すると決めた時にWBCから圧力を受けたことを不満を感じていたため、アルバレスはWBC王座の受け取りを拒否した。試合後のインタビューでアルバレスが「ゴロフキン、どこにいるんだい？」と呼びかけ、試合を観戦していたゴロフキンがリングに入場し、2017年9月16日にゴロフキンとアルバレスが対戦することが発表された。オスカー・デ・ラ・ホーヤは「試合は160ポンド、ミドル級リミットの12回戦。1グラムもリミットを越えない。10オンスのグローブが使用され、ゴロフキンの保持するすべてのベルトが争われる」とコメントし、一部で報じられたWBCとアルバレス側の確執を否定した。
2017年6月5日、ゴールデンボーイ・プロモーションズがゴロフキンvsアルバレス戦の試合会場がT-モバイル・アリーナに決定したことを発表した。
2017年6月、19日にロンドンで、20日にマディソン・スクエア・ガーデンで、22日にロサンゼルスのハリウッドでプレゼンテーションが開催された。会見の中でゴロフキンは、「このプレスツアーはグレート。このようなビッグマッチを私は20年間待ち望んでいた。カネロは私がこれまで対戦したどの選手とも違う。彼はボクシングの巨人で素晴らしいチャンピオン。9月16日、我々でグレートなショーをお見せします」とコメントする一方で、8月26日にT-モバイル・アリーナで開催される元5階級制覇王者フロイド・メイウェザー・ジュニアvsUFC世界2階級制覇王者で総合格闘家コナー・マクレガーの一戦を「ただの見世物」になると批判し、「誰もが知っている通り、コナーはボクサーではない。ただの見せ物になる。ショーが見たいなら、どうぞ彼らの試合を見てくれ。本物のファイトや、本物のボクシングの試合を望み、ボクシングをリスペクトしているなら、私がカネロと戦うのを見てくれ」とコメントした。アルバレスも「誰もが素晴らしい時間を共有しようとベガスに来たくなる。トリプルGとカネロ。これは機関車同士の衝突を意味する」「ゴロフキンとの試合は非常に困難なものとなるでしょう。いつもどおり100%の準備をしてリングに上がります。試合に向けてファンから要求されること多く、私のモチベーションをアップさせます。これはメキシコのファンには非常に重要な試合でハードトレーニングを行い決戦に備えます」 とアピールした。6月22日からチケットが発売された。
2017年7月7日、ゴロフキンvsアルバレス戦のチケットが完売したことが発表された。
2017年7月29日、両陣営が声明を発表。ゴロフキン陣営はゴロフキンが持つWBA・WBC・IBF・IBO全てのタイトルを懸けることを発表。一方のアルバレス陣営はアルバレスが持つリングマガジンのタイトルを懸けるも、ゴロフキンの持つタイトルのうち、WBAとIBFのタイトル獲得を目指すことになると述べた。K2プロモーションズのトム・ローファーは、「トリプルGはWBC、WBA、IBF、そしてIBOのタイトルをすべて堂々と防衛することだろう。そしてカネロとリングに上がった際には、リングマガジンのタイトルもコレクションに加えてみせるに違いない」「ファンはこの対決を熱望している。これは互いに全盛期を誇る最高のボクサー2人によるミドル級対決というだけでなく、ボクシング界で最も市場価値の高い2人の戦いだ」と語った。
2017年8月28日、ロサンゼルス・ダウンタウンにあるL.A.ライブでゴロフキンとアルバレスが公開練習を行った。ゴロフキンが「カネロはメキシコのナンバーワン。彼の国では誰でも知っているスペシャルな存在。我々は新しいことに取り組んでいる。これは私にとって最大のファイト。ファンはここ何年かこの試合の話題で持ち切り。初めてラスベガスに登場することでエキサイトしている」と発言すれば、アルバレスも「彼は私のキャリアでもっとも危険な相手。リングでゲンナジーよりワンステップ上の出来を披露しなければならない。試合日、ゴロフキンがボクシングの歴史に刻まれるグレートな私の姿を引き出してくれるだろう」とコメントした。
2017年9月12日、ゴロフキン・アルバレス両陣営がラスベガスに到着。ゴロフキンは「最後に試合が決まり、それが一番うれしい。リングに上がったら、ゲンナジー・ゴロフキンからトリプルGに変身する。別に意味はないし、怒りをぶつけるわけでもない。より集中するため。これはファンにとりパーフェクトなファイト。自分にも同じ。試合を楽しみたい」とコメント。アルバレスも「また私を奮い立たせてくれるファンの前にいれてエキサイトしている。一番重要なのは勝利。そのためにベストな準備をして臨む。試合ではどんなことも起こりえるけど、自分ではノックアウト勝ちの準備をしている。ファン、チーム、国のために戦う」と発言した。また、ネバダ州コミッションはゴロフキンvsアルバレス戦の審判団を発表。主審はケニー・ベイレス（ネバダ州・ラスベガス）、副審はアデレード・バード、デーブ・モレッティ（いずれもネバダ州・ラスベガス）、ドン・トレラ（コネチカット州）が務めることとなった。これについてトム・ローファーは「我々はオフィシャルの選定に関してまったく意義はない」と語った。
2017年9月13日、ラスベガスにおいてゴロフキンvsアルバレスの最終記者会見が行われた。試合に向けてゴロフキンは「新しい彼女とデートするような気分だ」とその興奮を表現し、「すべてのベルトを持ってくる。私がチャンピオンだ」と言い放った。ゴロフキンのトレーナを務めるアベル・サンチェスは、当日試合に詰めかける観客の大半はアルバレスを応援するだろうとの見解を示し、「観客はカネロ寄りだと予想している。人々がカネロを選んでいるという事実が、ゴロフキンのモチベーションを一層高めている」と話した。一方のアルバレスも「準備は万端だ。タフなファイトになるだろう」と語り、好調をアピールした。
2017年9月15日、MGMグランドで前日計量が行われ、ゴロフキン・アルバレス両者とも160ポンドを計測し一発で計量をパスした。ゴロフキンは「素晴らしいコンディションに仕上がった。カザフスタンの誇りを持って戦う。明日、皆さんにお会いしましょう。明日も私はチャンピオンで居続ける。KO?　それは神のみぞ知る」と語り、アルバレスも「誰も私は恐れない。明日はカネロの真髄を披露する。メキシコのファンに感謝すると同時に大きな責任を感じる。もう舌戦は十分。明日はその結論が出る。グレートな試合が待っている」と発言した。
2017年9月15日、T-モバイル・アリーナにてWBA・WBC・IBF・IBO・リングマガジン世界ミドル級タイトルマッチにおいて、12回1-1(115-113ゴロフキン、118-110アルバレス、114-114)の判定により両者ドローとなり、ゴロフキンはWBA王座は18度目・WBC王座は7度目・IBF王座は4度目の防衛に成功した。この判定にはファンとメディアの間に大きな論議を巻き起こし、特にアルバレスに8点差を付けた副審のアデレード・バード氏に非難が集中したが、後日ネバダ州アスレチック・コミッションのボブ・バーネット事務局長はバード氏を処分せず、今後もジャッジとして起用する方針を発表した。

## 対戦カード
^Note 1 WBA・WBC・IBF・IBO・リングマガジン世界ミドル級タイトルマッチ
^Note 2 WBC世界フェザー級挑戦者決定戦
^Note 3 NABF・NABO北米スーパーバンタム級タイトルマッチ
^Note 4 WBCアメリカ大陸ライト級タイトルマッチ・WBAインターコンチネンタルライト級王座決定戦

### 採点表
| 王座：WBAスーパー・WBC・IBF・IBO・リングマガジン世界ミドル級タイトルマッチ | 王座：WBAスーパー・WBC・IBF・IBO・リングマガジン世界ミドル級タイトルマッチ | 王座：WBAスーパー・WBC・IBF・IBO・リングマガジン世界ミドル級タイトルマッチ | 王座：WBAスーパー・WBC・IBF・IBO・リングマガジン世界ミドル級タイトルマッチ | 王座：WBAスーパー・WBC・IBF・IBO・リングマガジン世界ミドル級タイトルマッチ |                                                | 主審：ケニー・ベイレス                         | 主審：ケニー・ベイレス                         | 主審：ケニー・ベイレス                         | 主審：ケニー・ベイレス                         | 主審：ケニー・ベイレス                                      |                                                             | 立会人：ヒルベルト・メンドーサ・ジュニア(WBA:ベネズエラ,WBA会長) マウリシオ・スレイマン(WBC:メキシコ,WBC会長) エドワード・レヴァイン（IBO:アメリカ,IBO会長） | 立会人：ヒルベルト・メンドーサ・ジュニア(WBA:ベネズエラ,WBA会長) マウリシオ・スレイマン(WBC:メキシコ,WBC会長) エドワード・レヴァイン（IBO:アメリカ,IBO会長） | 立会人：ヒルベルト・メンドーサ・ジュニア(WBA:ベネズエラ,WBA会長) マウリシオ・スレイマン(WBC:メキシコ,WBC会長) エドワード・レヴァイン（IBO:アメリカ,IBO会長） | 立会人：ヒルベルト・メンドーサ・ジュニア(WBA:ベネズエラ,WBA会長) マウリシオ・スレイマン(WBC:メキシコ,WBC会長) エドワード・レヴァイン（IBO:アメリカ,IBO会長） | 立会人：ヒルベルト・メンドーサ・ジュニア(WBA:ベネズエラ,WBA会長) マウリシオ・スレイマン(WBC:メキシコ,WBC会長) エドワード・レヴァイン（IBO:アメリカ,IBO会長） |
| 開催日：2017年9月16日                                                      | 開催日：2017年9月16日                                                      | 開催日：2017年9月16日                                                      | 開催日：2017年9月16日                                                      | 開催日：2017年9月16日                                                      | 会場：ネバダ州ラスベガス・T-モバイル・アリーナ | 会場：ネバダ州ラスベガス・T-モバイル・アリーナ | 会場：ネバダ州ラスベガス・T-モバイル・アリーナ | 会場：ネバダ州ラスベガス・T-モバイル・アリーナ | 会場：ネバダ州ラスベガス・T-モバイル・アリーナ | 主催：ゴールデンボーイ・プロモーションズ K2プロモーションズ | 主催：ゴールデンボーイ・プロモーションズ K2プロモーションズ | 主催：ゴールデンボーイ・プロモーションズ K2プロモーションズ                                                                                                  | 主催：ゴールデンボーイ・プロモーションズ K2プロモーションズ                                                                                                  | 主催：ゴールデンボーイ・プロモーションズ K2プロモーションズ                                                                                                  | | |
| サウル・アルバレス                                                         | サウル・アルバレス                                                         | 対                                                                         | ゲンナジー・ゴロフキン                                                     | ゲンナジー・ゴロフキン                                                     | サウル・アルバレス                             | サウル・アルバレス                             | 対                                             | ゲンナジー・ゴロフキン                         | ゲンナジー・ゴロフキン                         | サウル・アルバレス                                          | サウル・アルバレス                                          | 対 | ゲンナジー・ゴロフキン | ゲンナジー・ゴロフキン | | |
| RS                                                                         | TS                                                                         | 回                                                                         | TS                                                                         | RS                                                                         | RS                                             | TS                                             | 回                                             | TS                                             | RS                                             | RS                                                          | TS                                                          | 回 | TS | RS | | |
| 10                                                                         |                                                                            | 1                                                                          |                                                                            | 9                                                                          |                                                | 10                                             |                                                | 1                                              |                                                | 9                                                           |                                                             | 10 | | 1 | | 9 |
| 10                                                                         | 20                                                                         | 2                                                                          | 18                                                                         | 9                                                                          | 10                                             | 20                                             | 2                                              | 18                                             | 9                                              | 10                                                          | 20                                                          | 2 | 18 | 9 | | |
| 10                                                                         | 30                                                                         | 3                                                                          | 27                                                                         | 9                                                                          | 9                                              | 29                                             | 3                                              | 28                                             | 10                                             | 9                                                           | 29                                                          | 3 | 28 | 10 | | |
| 9                                                                          | 39                                                                         | 4                                                                          | 37                                                                         | 10                                                                         | 9                                              | 38                                             | 4                                              | 38                                             | 10                                             | 9                                                           | 38                                                          | 4 | 38 | 10 | | |
| 10                                                                         | 49                                                                         | 5                                                                          | 46                                                                         | 9                                                                          | 9                                              | 47                                             | 5                                              | 48                                             | 10                                             | 9                                                           | 47                                                          | 5 | 48 | 10 | | |
| 10                                                                         | 59                                                                         | 6                                                                          | 55                                                                         | 9                                                                          | 9                                              | 56                                             | 6                                              | 58                                             | 10                                             | 9                                                           | 56                                                          | 6 | 58 | 10 | | |
| 9                                                                          | 68                                                                         | 7                                                                          | 65                                                                         | 10                                                                         | 9                                              | 65                                             | 7                                              | 68                                             | 10                                             | 10                                                          | 66                                                          | 7 | 67 | 9 | | |
| 10                                                                         | 78                                                                         | 8                                                                          | 74                                                                         | 9                                                                          | 9                                              | 74                                             | 8                                              | 78                                             | 10                                             | 9                                                           | 75                                                          | 8 | 77 | 10 | | |
| 10                                                                         | 88                                                                         | 9                                                                          | 83                                                                         | 9                                                                          | 9                                              | 83                                             | 9                                              | 88                                             | 10                                             | 9                                                           | 84                                                          | 9 | 87 | 10 | | |
| 10                                                                         | 98                                                                         | 10                                                                         | 92                                                                         | 9                                                                          | 10                                             | 93                                             | 10                                             | 97                                             | 9                                              | 10                                                          | 94                                                          | 10 | 96 | 9 | | |
| 10                                                                         | 108                                                                        | 11                                                                         | 101                                                                        | 9                                                                          | 10                                             | 103                                            | 11                                             | 106                                            | 9                                              | 10                                                          | 104                                                         | 11 | 105 | 9 | | |
| 10                                                                         | 118                                                                        | 12                                                                         | 110                                                                        | 9                                                                          | 10                                             | 113                                            | 12                                             | 115                                            | 9                                              | 10                                                          | 114                                                         | 12 | 114 | 9 | | |
| 計                                                                         | 118                                                                        | –                                                                          | 110                                                                        | 計                                                                         |                                                | 計                                             | 113                                            | –                                              | 115                                            | 計                                                          |                                                             | 計 | 114 | – | 114 | 計 |
| 副審：アデレード・バード                                                   | 副審：アデレード・バード                                                   | 副審：アデレード・バード                                                   | 副審：アデレード・バード                                                   | 副審：アデレード・バード                                                   | 副審：デーブ・モレッティ                       | 副審：デーブ・モレッティ                       | 副審：デーブ・モレッティ                       | 副審：デーブ・モレッティ                       | 副審：デーブ・モレッティ                       | 副審：ドン・トレラ                                          | 副審：ドン・トレラ                                          | 副審：ドン・トレラ | 副審：ドン・トレラ | 副審：ドン・トレラ | | |
| 処分：なし                                                                 | 処分：なし                                                                 | 処分：なし                                                                 | 処分：なし                                                                 | 処分：なし                                                                 | 減点：なし                                     | 減点：なし                                     | 減点：なし                                     | 減点：なし                                     | 減点：なし                                     | 結果：12回判定ドロー(1-1)                                   | 結果：12回判定ドロー(1-1)                                   | 結果：12回判定ドロー(1-1) | 結果：12回判定ドロー(1-1) | 結果：12回判定ドロー(1-1) | | |